# La forja de un rebelde (novel·la)
La forja de un rebelde és una obra autobiogràfica novelada, de l'escriptor espanyol Arturo Barea, publicada a l'exili entre 1940 i 1945 a Anglaterra. La compon una trilogia dividida per l'autor en tres volums:

## La forja(1941)
A La forja (la redacció del qual va ser conclosa a França en 1939, segons recorda l'autor), es desenvolupa la història de formació com a persona de l'autor, ja que el relat parteix des de la seva infància en Madrid on el protagonista estudia a les Escuelas Pías de San Fernando del barri de Lavapiés al començament del segle xx, en l'època en la qual la seva mare era bugadera de roba militar en el riu Manzanares. La novel·la reflecteix la trajectòria personal del protagonista al llarg de diversos treballs, des de passar per aprenent en diversos comerços i treballar de missatger sense sou en un banc, una oficina de patents, i altres oficis. Descriu amb llenguatge directe les crues diferències de classe en la societat madrilenya.

## La ruta(1943)
En La ruta es narra l'experiència de l'autor en la Guerra del Rif durant el protectorat espanyol del Marroc, donant anècdotes sobre personatges militars com Francisco Franco o Millán Astray. També testifica massacres sofertes en tots dos bàndols, per la incompetència i la corrupció dels comandaments militars espanyols en el conflicte, i descriu els efectes que produeix el desastre d'Annual en el seu estat d'ànim.

## La llama(1946)
En l'última part, Barea narra la seva experiència de la guerra civil espanyola viscuda al llarg de la batalla de Madrid. El protagonista, que treballa d'enllaç a les instal·lacions republicanes de la Telefónica, acaba exiliant-se a Anglaterra l'any 1938.

## Estil i versions
En el conjunt d'aquesta obra poden diferenciar-se, a més de la trama narrativa comuna a la novel·la espanyola de postguerra, dos gèneres subsidiaris: el gènere bèl·lic (amb el relat de la participació espanyola en la guerra contra el Marroc) i el gènere polític, amb el cop d'estat de Primo de Rivera i els successius atacs i negociacions que es van produir.
El director de cinema Mario Camus, va realitzar una sèrie televisiva de 6 capítols basada en l'obra, titulada com la mateixa novel·la i produïda per TVE l'any 1990.